# Иваново (област Русе)
 За другите селища с това име вижте Иваново.  
Ивàново е село в Северна България. То е административен център на община Иваново, област Русе.

## География
Селището е известно с Ивановските скални църкви. Намира се на около 20 километра от Русе и е център на община Иваново. Село Иваново разполага с жп гара по линията Русе-Горна Оряховица, като от последната могат да се правят връзки с влаковете за Велико Търново, Трявна, Стражица, Попово, Шумен и София. С пътническия влак до Русе се стига за около 25 минути.

## Културни и природни забележителности
Наблизо се намират Ивановските скални църкви.
Паметник на княз Сергей Максимилианович Романовски херцог Лайхтенбергски.